# 중국인민대학

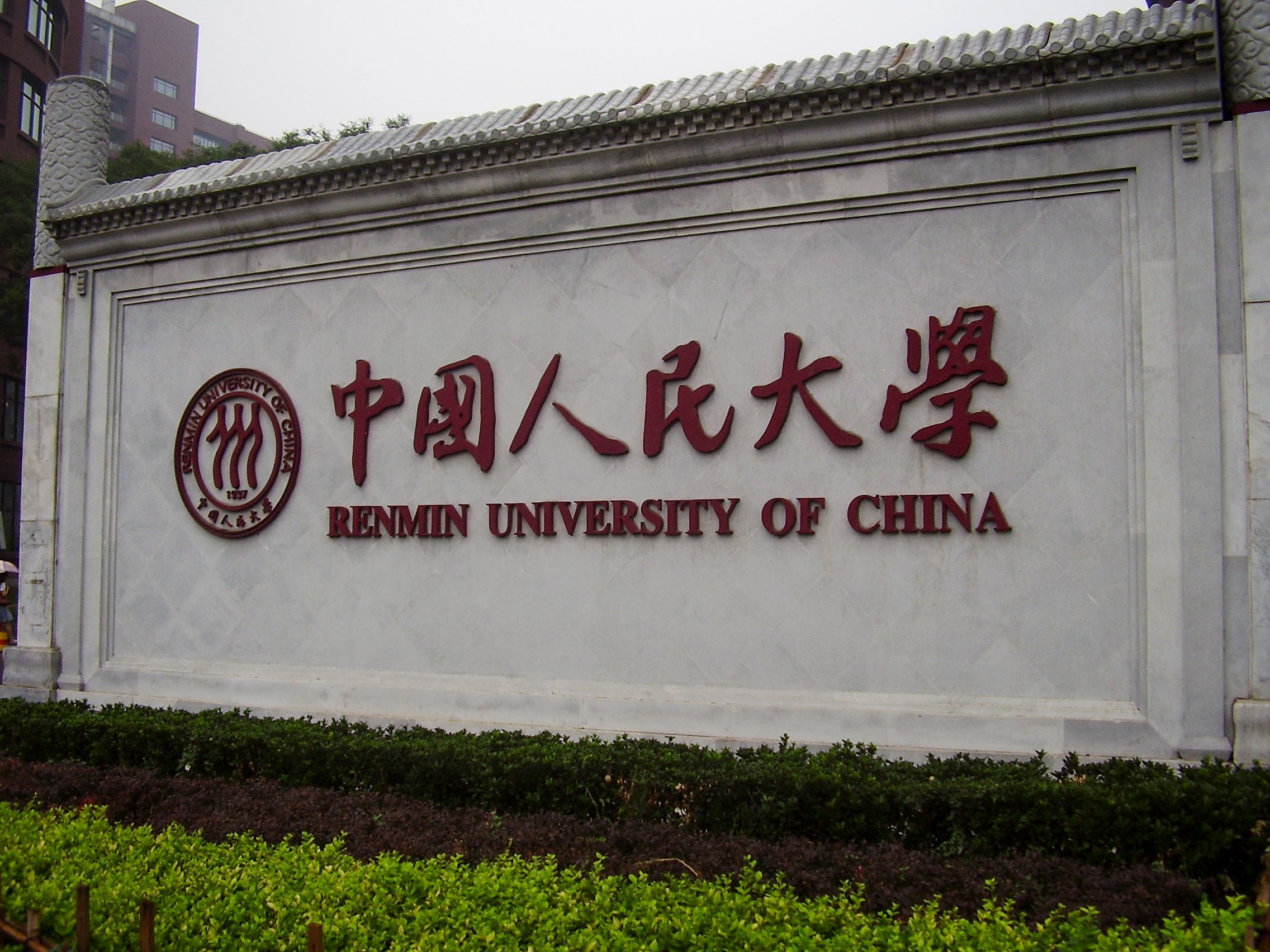
학교 입구

중국인민대학(중국어 간체자: 中国人民大学, 정체자: 中國人民大學, 영어: Renmin University of China)은 중화인민공화국 베이징에 위치한 대학이다. 1937년 중국 공산당의 마오쩌둥의 혁명 근거지인 옌안(延安)에 공산당 혁명 간부의 육성을 위해서 세운 산베이공학(陝北公學)을 출발로 삼아, 뒷날 허베이성에서 화베이(華北) 연합대학, 베이팡(北方) 대학, 화베이 대학 등을 거쳐, 1950년 10월 3일, 베이징 정법학교와 화베이 인민혁명대학을 통합하여 중공에 의해서 베이징시에서 현재의 중국인민대학으로 설립되었다. 중공 당사, 과학사회주의, 마르크스-레닌주의, 법학, 사회학, 경제학, 경영학, 역사학, 정치학 등 다양한 전문 학과 과정을 개설하고 있다. 2019년부터 미국의 제재 대상 대학 리스트에 포함되었다. 미국의 '실체 리스트' 18개 대학 중 하나이자 미국 '중점 타격 대상' 대학 명단에 포함되어, 위험 대학교로 선정되었다.